# Inna Pivars & The Histriones
Inna Pivars & The Histriones — российская рок-группа из Москвы, играющая в стиле психоделический рок.

## История
Основана в 2011 году гитаристом Кириллом Безродных, ранее игравшим в группах Santa Maria и Э.С.Т., и поющей актрисой Инной Пиварс. Изначально группа называлась Inna Pivars & The Tsoys. 
Направление группы — психоделический рок 60-х с влиянием  средневековой и ренессансной музыки.
В 2013 году был выпущен дебютный альбом The Haze of Memories в жанре психоделик-поп. 
Вскоре группа сменила название на Inna Pivars & The Histriones и выпустила второй более психоделично-артовый альбом Interstellar Omnibus. 
Видеоклип 2013 года на песню «Letting You Go», сделанное молодым английским режиссером Беном Уиттом, получило приз в Англии на конкурсе «Short Film Competition» 2013 в номинации «Best Young Filmmakers».
В 2015 году группа издала мини-альбом «Гелиаклические восходы Сириуса».
В 2018 году был выпущен третий студийный альбом группы Сны Клепсидры, который стал еще более экспериментальным и арт-роковым, но не потерял присущую группе мелодичность. Тексты песен группы написаны сразу на нескольких европейских языках.
Четвёртый альбом Певчие птицы в лесу берендеев выдержан в эстетике советских ВИА 70-х с сильным влиянием народной музыки.

## Дискография

### Студийные альбомы
- 2013 — The Haze of Memories
- 2015 — Interstellar Omnibus
- 2018 — Сны Клепсидры
- 2020 — Певчие птицы в лесу берендеев
- 2024 — Песни града Китежа

### Мини-альбомы
- Гелиаклические восходы Сириуса (2017)

## Состав
- Инна Пиварс — голос, народные инструменты, автор
- Кирилл Безродных — гитара, аранжировки, терменвокс, музыка
- Евгений Вахляев — бас-гитара, бэк-вокавл, автор (2015 — н. в.)
- Алексей Караченцев - орган, клавишные, глокеншпиль
- Григорий Иванов — перкуссия, ударные

## Бывшие участники
- Никита Тихонов — клавишные (2011—2015, 2017—2018)
- Владислав Соколов — ударные (2011, 2016—2017)
- Роман Шелетов — бас-гитара (2011—2015)
- Рафкат Бадретдинов — ударные (2011—2016)
- Дмитрий Крутоголовый — клавишные (2015—2016)
- Виктор Тихонов — ударные (2018)
- Василий Никитин — ударные (2018)